# Monogramma paradoxa
Monogramma paradoxa är en kantbräkenväxtart som först beskrevs av Fée, och fick sitt nu gällande namn av Richard Henry Beddome. Monogramma paradoxa ingår i släktet Monogramma och familjen Pteridaceae. Inga underarter finns listade.